# كايون

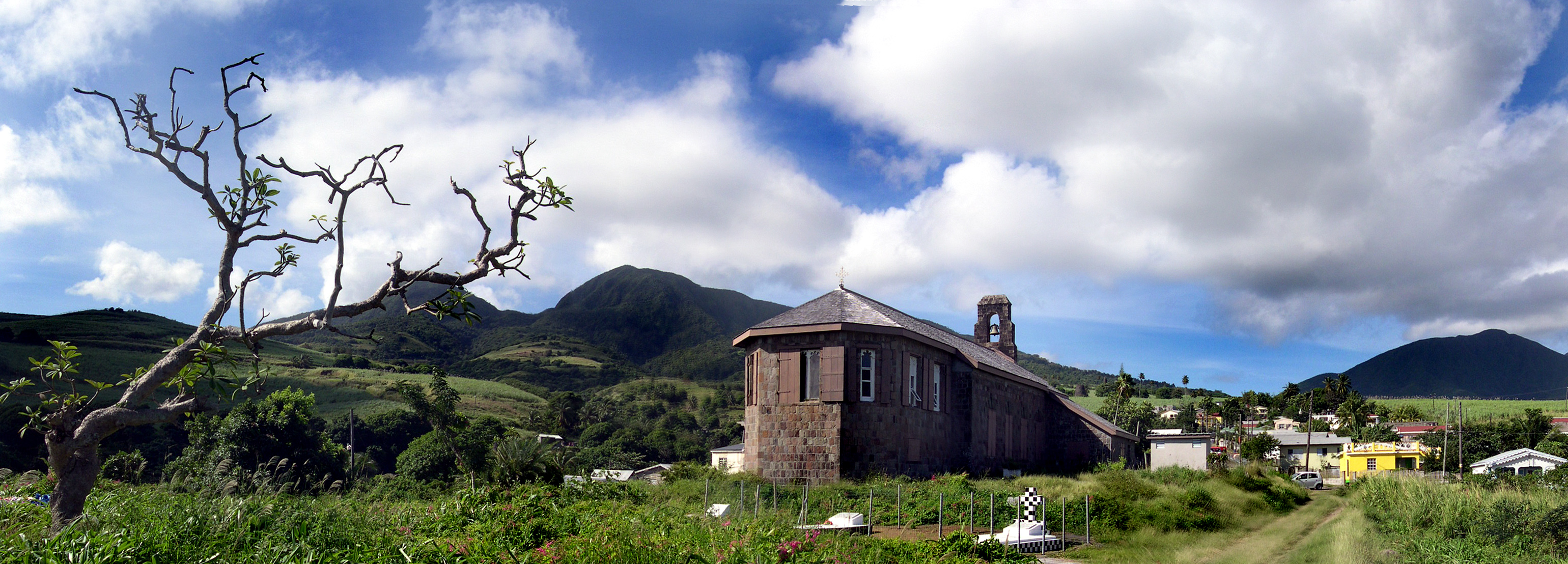
كنيسة ماري كايون، 2005

كايون هي بلدة في سانت كيتس ونيفيس على مقربة من الساحل الشمالي الشرقي. وهي عاصمة كايون سانت ماري باريش. فهي موطن لمهرجان الوادي الأخضر.
تعداد سكان البلدة هو 3,000 نسمة، وهي تعتبر ثاني أكبر منطقة مائهولة في اتحاد سانت كيتس ونيفيس، وهي تقريباً نفس تعداد سكان ساندي بوينت تاون.